# Meedo cohuna
Meedo cohuna är en spindelart som beskrevs av Norman I. Platnick 2002. Meedo cohuna ingår i släktet Meedo och familjen Gallieniellidae. Inga underarter finns listade i Catalogue of Life.